# 시스코 웹엑스
시스코 웹엑스(Cisco Webex)는 온디맨드 협업, 온라인 미팅, 웹 콘퍼런스, 화상 통화 애플리케이션을 제공하는 회사이다. 미팅 센터, 트레이닝 센터, 이벤트 센터, 지원 센터, 세일즈 센터, 밋미나우(MeetMeNow), 피시나우(PCNow), WebEx AIM 프로 비즈니스 에디션, WebEx 웹오피스, WebEx 커넥트 등의 제품이 있다. 모든 WebEx 제품들은 시스코 시스템즈 협업 포트폴리오의 일부이다.

## 역사

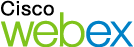
2009년부터 2018년까지 사용된 과거 로고

Subrah Iyar, Min Zhu는 1995년 WebEx를 설립하였다.

### 증권
시스코에 인수되기 전까지 WebEx는 NASDAQ 글로벌 셀렉트 마켓(Global Select Market)에 상장하였다.

### 시스코의 인수
2007년 3월 15일, 시스코 시스템즈는 지분 당 57달러에 WebEx를 인수하는 것에 동의하였고 발표하였다.

## 같이 보기
- 협업 소프트웨어